# رقشة الإجاص
رقشة الإجاص هو نوع من جنس رقشة من الفطريات. يركب أوراق الإجاص والتفاح وقد يصيب الثمار والأفناد.